# Titti Sjöblom

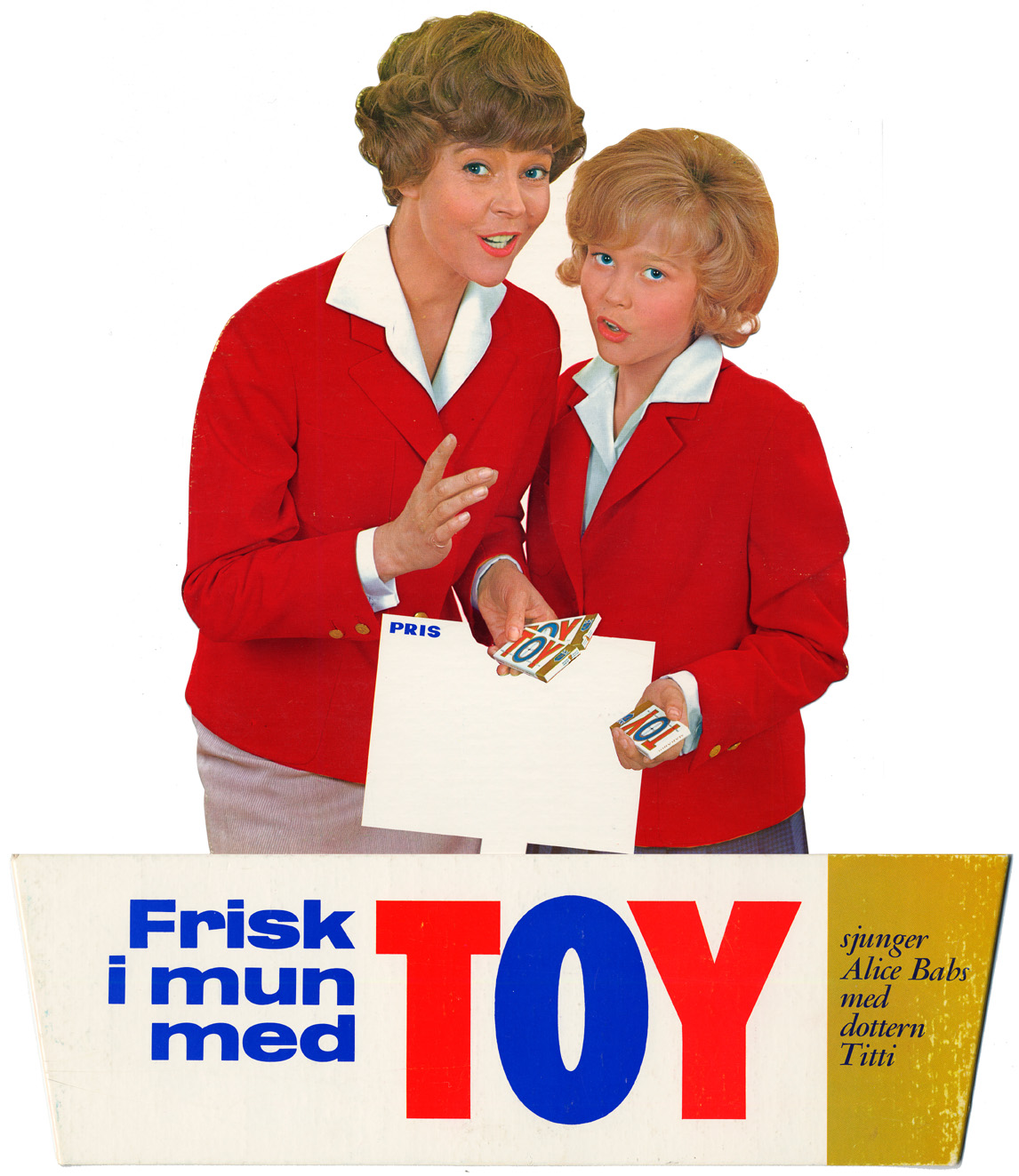
Titti Sjöblom till höger med modern Alice Babs till vänster i en annons för Toy tuggummi 1960.

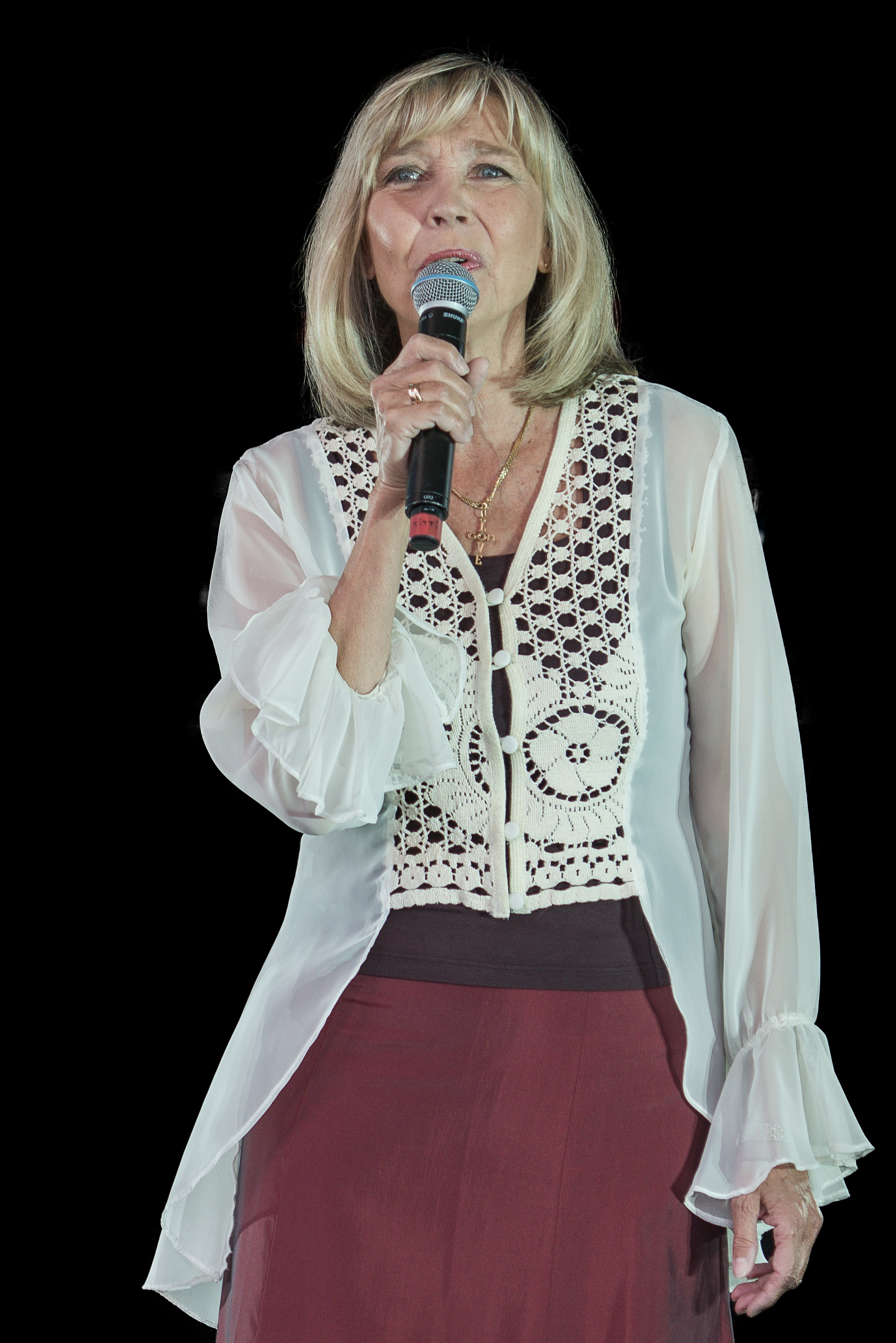
Titti Sjöblom under en konsert i juli 2014.

Titti Sigrid Renée Eliasson Sjöblom, under en period Breitholtz, född Sjöblom den 29 augusti 1949 i Stockholm, är en svensk sångerska.

## Biografi
Titti Sjöblom är dotter till hovsångerskan Alice Babs och direktör Nils Ivar Sjöblom. Hon började sjunga redan i tvåårsåldern tillsammans med sin mor, och gjorde skivor, radio och TV under hela sin barndom. Första scenframträdandet var på Johanneshov i Stockholm 1964 där hon sjöng "Droppen Dripp" i samma gala som Sammy Davis Jr. och Ingrid Bergman. Andra gången hon stod på scenen var 1972 på Scandinavium i Göteborg som Maria Magdalena i Jesus Christ Superstar.
I Melodifestivalen 1974 deltog Titti Sjöblom med låten "Fröken Ur sång", som slutade på fjärde plats. Hennes första krogshower och folkparksturnéer var med Charlie Norman och Lennie Norman i mitten av 1970-talet.
Titti Sjöblom har genom åren framträtt med allt från barnvisor till jazz, gospel, visor och pop. Tillsammans med gitarristen, sångaren och maken Ehrling Eliasson turnerar hon numera i Sverige och utomlands, ofta i samarbete med körer, storband, blås- och stråkorkestrar.
Sedan 1971 är Titti Sjöblom aktiv medlem i Försvarets Fältartister och är sedan 1992 innehavare av den militära graden major.
Titti Sjöblom hade sex låtar på Svensktoppen 1972–1975. Största framgångarna var "Tänk en så'n vacker värld" (1972), som bäst etta och kvar på listan i 13 veckor och "Jag tror jag kommer hem igen" (1975), som bäst fyra och nio veckor på listan.
Hon var 1973–1996 gift med ingenjören Magnus Breitholtz (född 1948), med vilken hon har sönerna Claes (född 1973) och Nils (född 1978). Sedan 2000 är hon gift med ovannämnde Ehrling Eliasson (född 1952). Sonen Nils medverkade 2003 på en skivinspelning tillsammans med bland andra modern och mormodern, där även barnbarnet Dennis Breitholtz fick ta några toner.

## Diskografi (i urval)
- Sjung med oss, mamma. Alice Babs, Titti och Torsten Tegnér sjunger Alice Tegnér. Insp. 1963
- Titti Sjöblom special. 1989
- All of us. The Butlers med refrängsångerskan Titti Sjöblom. 1992
- Får jag lov ... eller ska vi dansa först med Arne Domnérus orkester. Refrängsång på fyra låtar. 1994
- För själ och hjärta med Ehrling Eliasson. 1999
- Tittis bästa. Samlings-cd 2003
- Sjung med oss mamma. Vol. 2. Toner i fyra generationer med Alice Babs, Ehrling Eliasson, Nils & Dennis Breitholtz. 2003
- Världsarvets serenad. Hyllning till Höga Kusten med Ehrling Eliasson. 2006
- Titti & Ehrling sjunger Kai Gullmar med Ehrling Eliasson. 2008